# 新华字典
《新华字典》是中华人民共和国的一部權威性的小型现代汉语规范字典，由中國社會科學院語言研究所編著，商務印書館出版。目前已出版至第12版（于2020年8月上市）。《新华字典》是中国大陆的中小学生和教师必备工具书之一，也是学习中文的主要参考字典之一，历经几代上百名专家学者10余次大规模的修订，重印200多次。
截至2015年7月28日为止，《新华字典》已全球发行5.67亿本，并于2016年4月12日获得两项，分别是“最受欢迎的字典”和“最畅销的书”。

## 沿革
1950年5月23日中央人民政府出版总署副署长葉聖陶驰函北京大学校长，商调在该校中文系当系主任的魏建功到国家出版总署编审局筹建主持新华辞书社，着手早有计议的《新华字典》编写工作。此项工作不仅是魏建功、叶圣陶等人的计议，也是新形势急需新政权得有自己的普及性字典，让新社会的读者广泛使用。
1953年由新华辞书社编，主编者为语言学家魏建功。1953年由人民教育出版社印行第一版；1954年11月才付印，发行20万册，按注音符号顺序排列；以后的修订版本改用汉语拼音字母顺序，转由商务印书馆重排出版。
2012年中共中央編列預算，全國1.3億以上的中小學生將可以免費獲得《新华字典》一本，解決長期以來學校體系版本不一甚至有人用盜版的現象。

## 版本
| 版本                 | 出版日期                                    | 备注 | 书号／ISBN             |
| 人民教育出版社       | 人民教育出版社                              | 人民教育出版社 | 人民教育出版社         |
| -------------------- | ------------------------------------------- | --- | ---------------------- |
| 初版                 | 1953年10月                                  | - 按注音字母音序排列 |                        |
| 初版修订版           | 1954年8月                                   | - 按部首排列 |                        |
| 商务印书馆           |                                             | |                        |
| 新1版                | 1957年6月                                   | - 参照《汉字简化方案》规范 - 主体字头为简化字 | 17017•14               |
| 第2版（重排本）      | 1959年2月                                   | - 参照《汉语拼音方案》规范 | 17017•14               |
| 第3版（修订重排本）  | 1962年7月                                   | - 以“△”标识异体字 - 以“〈古〉”标识古本字或属古代用法的义项 | 17017•14               |
| 第4版（修订重排本）  | 1965年5月                                   | - 采用《印刷通用汉字字形表》中规定的大号宋体字形 | 17017•14               |
| 1971年修订重排本     | 1971年6月                                   | - 大量参照《毛主席语录》 | 17017•14               |
| 1971年修订重排本另版 | 1972年1月                                   | - 附四角号码检字表 | 17017•14               |
| 1975年版             | 1975年                                      | |                        |
| 1975年 英汉双语版    | 1975年                                      | - 译者 杜仲明 |                        |
| 第5版（修订重排本）  | 1979年12月                                  | － | 17017•14-2             |
| 第6版（重排本）      | 1987年12月                                  | － | ISBN 7-100-00042-4     |
| 第6版（香港改訂本）  | 1989年8月（平裝版）                         | － | ISBN 962-07-0112-7     |
| 第6版（香港改訂本）  | 1989年8月（精裝版）                         | － | ISBN 962-07-0128-3     |
| 第7版（重排本）      | 1990年2月                                   | - 参照《简化字总表》调整字头与内容 | ISBN 7-100-00042-4     |
| 第8版（重排本）      | 1993年7月                                   | - 参照《现代汉语通用字表》调整字头 | ISBN 7-100-00042-4     |
| 第9版                | 1998年5月（修订本）                         | - 参照《简化字总表》、《现代汉语通用字表》和《第一批异体字整理表》调整字头 - 参照《普通话异读词审音表》调整字音 - 参照《现代汉语通用字笔顺规范》调整部首排列顺序、检字表和字头排列顺序 - 增附《我国各省、直辖市、自治区及省会（或首府）名称表》                     | ISBN 7-100-02601-7     |
| 第9版                | 2000年1月（大字本）                         | - 参照《简化字总表》、《现代汉语通用字表》和《第一批异体字整理表》调整字头 - 参照《普通话异读词审音表》调整字音 - 参照《现代汉语通用字笔顺规范》调整部首排列顺序、检字表和字头排列顺序 - 增附《我国各省、直辖市、自治区及省会（或首府）名称表》                     | ISBN 7-100-02893-6     |
| 第10版               | 2004年1月（单色本•全金版）                  | - 参照《第一批异体字整理表》调整异形词 - 增附《地质年代简表》 - 重编《部首检字表》 | ISBN 7-100-03931-4     |
| 第10版               | 2004年1月（双色本）                         | - 参照《第一批异体字整理表》调整异形词 - 增附《地质年代简表》 - 重编《部首检字表》 | ISBN 7-100-03974-1     |
| 第10版               | 2004年9月（大字本）                         | - 参照《第一批异体字整理表》调整异形词 - 增附《地质年代简表》 - 重编《部首检字表》 | ISBN 7-100-04006-X     |
| 第10版               | 2004年9月（大字本•全金版）                  | - 参照《第一批异体字整理表》调整异形词 - 增附《地质年代简表》 - 重编《部首检字表》 | ISBN 7-100-04006-8     |
| 第11版               | 2011年6月（单色本）                         | - 参照《通用规范汉字表》增加字头（包括800个正体字、1500个繁体字和200个异体字） - 部首检字表改为采用《汉字部首表》（依据《GB13000.1 字符集汉字部首归部规范》归部） - 参照《世界知识年鉴》（2009-2010）更新附录                                                       | ISBN 978-7-100-06959-5 |
| 第11版               | 2011年6月（双色本）                         | - 参照《通用规范汉字表》增加字头（包括800个正体字、1500个繁体字和200个异体字） - 部首检字表改为采用《汉字部首表》（依据《GB13000.1 字符集汉字部首归部规范》归部） - 参照《世界知识年鉴》（2009-2010）更新附录                                                       | ISBN 978-7-100-07704-0 |
| 第11版               | 2011年6月（平装本）                         | - 参照《通用规范汉字表》增加字头（包括800个正体字、1500个繁体字和200个异体字） - 部首检字表改为采用《汉字部首表》（依据《GB13000.1 字符集汉字部首归部规范》归部） - 参照《世界知识年鉴》（2009-2010）更新附录                                                       | ISBN 978-7-100-07928-0 |
| 第11版               | 2012年1月（大字本）                         | - 参照《通用规范汉字表》增加字头（包括800个正体字、1500个繁体字和200个异体字） - 部首检字表改为采用《汉字部首表》（依据《GB13000.1 字符集汉字部首归部规范》归部） - 参照《世界知识年鉴》（2009-2010）更新附录                                                       | ISBN 978-7-100-07927-3 |
| 第11版               | 2014年5月（线装本）                         | - 参照《通用规范汉字表》增加字头（包括800个正体字、1500个繁体字和200个异体字） - 部首检字表改为采用《汉字部首表》（依据《GB13000.1 字符集汉字部首归部规范》归部） - 参照《世界知识年鉴》（2009-2010）更新附录                                                       | ISBN 978-7-100-09106-0 |
| 第11版               | 2017年8月（双色本+APP套装）                 | - 参照《通用规范汉字表》增加字头（包括800个正体字、1500个繁体字和200个异体字） - 部首检字表改为采用《汉字部首表》（依据《GB13000.1 字符集汉字部首归部规范》归部） - 参照《世界知识年鉴》（2009-2010）更新附录                                                       | ISBN 978-7-100-14825-2 |
| 第11版               | 2018年1月（纪念版）                         | - 参照《通用规范汉字表》增加字头（包括800个正体字、1500个繁体字和200个异体字） - 部首检字表改为采用《汉字部首表》（依据《GB13000.1 字符集汉字部首归部规范》归部） - 参照《世界知识年鉴》（2009-2010）更新附录                                                       | ISBN 978-7-100-15281-5 |
| 第11版               | 2019年9月（中华人民共和国成立70周年珍藏本） | - 参照《通用规范汉字表》增加字头（包括800个正体字、1500个繁体字和200个异体字） - 部首检字表改为采用《汉字部首表》（依据《GB13000.1 字符集汉字部首归部规范》归部） - 参照《世界知识年鉴》（2009-2010）更新附录                                                       | ISBN 978-7-100-17821-1 |
| 第12版               | 2020年8月（单色本）                         | - 参照《通用规范汉字表》规范字头及其附列字和相关义项 - 重编《新旧字形对照表》 - 改进《部首检字表》 - 依据《标点符号用法》（GB/T 15834-2011）更新《常用标点符号用法简表》 - 更新《世界各国和地区面积、人口、首都（或首府）一览表》、《地质年代简表》和《元素周期表》 | ISBN 978-7-100-17120-5 |
| 第12版               | 2020年8月（双色本）                         | - 参照《通用规范汉字表》规范字头及其附列字和相关义项 - 重编《新旧字形对照表》 - 改进《部首检字表》 - 依据《标点符号用法》（GB/T 15834-2011）更新《常用标点符号用法简表》 - 更新《世界各国和地区面积、人口、首都（或首府）一览表》、《地质年代简表》和《元素周期表》 | ISBN 978-7-100-17093-2 |

《新华字典》除了商务印书馆出版的《新华字典》单色本、双色本以及大字本（与前两者相比除字号开本增大之外，另外增加了四角号码检索）之外，商务印书馆和中国社科院语言所还授权一些少数民族聚居区的出版社出版《新华字典》的相应民族语言版本，例如新疆人民出版社就出版了《新华字典》的汉维双语版和汉哈双语版。
商务印书馆《新华字典》1975版有英汉双语版，译者杜仲明。
商务印书馆《新华字典》1998版有英汉双语版（2000年6月），928页，译者姚乃强等8人，ISBN: 7-80103-198-9/H.58，各种错误不计其数。
2013年7月，商务印书馆辞书研究中心翻译《新华字典》英汉双语版（2013年7月），1086页，ISBN：9787100045551。不知何故，商务印书馆不久即另组翻译团队。
2021年1月，商务印书馆《新华字典（英汉双语版）》出版，893页，译者曹飞 等7人， ISBN：978-7-100-18145-7。
另外，商务印书馆和社科院语言所2016年与牛津大学出版社签订协议，共同推出《新华字典》中英双语版，然而至2023年底仍未见出版。。日本也有宫田一郎编译的日文版《新华字典》，由光生館出版。

### 手机应用版
2017年6月11日，商务印书馆宣布《新华字典》官方手机应用版于当日正式推出，包括iOS版和Android版，是至今为止唯一正版的《新华字典》手机应用。该应用提供单字、词语、汉语拼音、部首、笔画数、四角号码等检索方式，同时支持手写、摄像头取字和语音输入等功能。数字版触点单字支持字典内跳查，纸版支持字头触点跳查。笔画顺序方面，该应用嵌入了动态、静态两种标准笔顺，并支持屏幕跟写。此外，软件提供了组词、笔顺等知识问答、生字本等学习功能，以及提供了易读错字等闯关游戏。软件还可以听取每一个汉字的播读，播读工作由《新闻联播》原主播李瑞英负责。不过手机应用版《新华字典》并非完全免费，每天只能免费查询和试听两次，如需使用完整功能则需要花费40元人民币购买。这一定价政策也引起了网友的吐槽。但应用程序开发商表示，由于涉及版权及软件开发等问题，所以需要付费。
在《新华字典》第12版中，正文每页附有二维码，可使用《新华字典》手机应用扫描查看该页内容。

## 争议事件
2022年5月底正值人民教育出版社教科书插图事件，有家长发现《新华字典》关于“玩”的解释与组词时，出现了“玩弄女性”的组词，被认为是有意地压低女性，有歧视和侮辱倾向，且《现代汉语词典》第6、7版和《新华字典》第11、12版均有该组词。有业内人士表示，从语法上来讲，例句本身没有问题，争议点更多是在道德和社会公序良俗层面。
6月3日，廣西桂林市下轄的全州縣表示，發現縣內有部分書店販售新華字典跟兒童讀物出現內容與配圖低俗化情況，已當場下令整改。不过两天后，桂林市人民检察院在其官方微信公众号发布消息，称全州县人民检察院此次专项检查存在履职不当行为，并已责成该院进行整改。
2023年12月，有網友就針對《新華字典》中因含有「玩弄女性」、「腰裡別手槍」、「孩子小成了累贅」等釋義認為其不當且違法，並於當月15日向杭州市餘杭區人民法院提出告訴。